# Haemaphysalis kutchensis
Haemaphysalis kutchensis este o specie de căpușe din genul Haemaphysalis, familia Ixodidae, descrisă de Harry Hoogstraal și Harold Trapido în anul 1963. Conform Catalogue of Life specia Haemaphysalis kutchensis nu are subspecii cunoscute.